# Retour sur Aldébaran
Retour sur Aldébaran est une série de bande dessinée de science-fiction créée par l'auteur brésilien Léo et publiée par Dargaud entre 2018 et 2020. 
Ses trois albums, qui forment le cinquième cycle des Mondes d'Aldébaran, se déroule à la suite des aventures du cycle Antarès ainsi que du cycle parallèle Survivants : anomalies quantiques.

## Liste des albums
- Retour sur Aldébaran, Dargaud :

1. Épisode 1, 2018  (ISBN 9782205077797)[1],[2],[3],[4],[5],[6].
2. Épisode 2, 2019  (ISBN 9782205079388)[7],[8].
3. Épisode 3, 2020  (ISBN 9782205083972)[9].